# Monnes
Monnes település Franciaországban, Aisne megyében. Lakosainak száma 94 fő (2022. január 1.). Monnes Hautevesnes, Macogny, Neuilly-Saint-Front, Priez és Saint-Gengoulph községekkel határos.

## Népesség
A település népességének változása:
| Lakosok száma | 126  | 93   | 84   | 89   | 119  | 109  | 104  | 100  | 98   | 94   |
|               | 1968 | 1982 | 1990 | 2006 | 2013 | 2015 | 2017 | 2019 | 2020 | 2022 |